# Bogdan Kurant

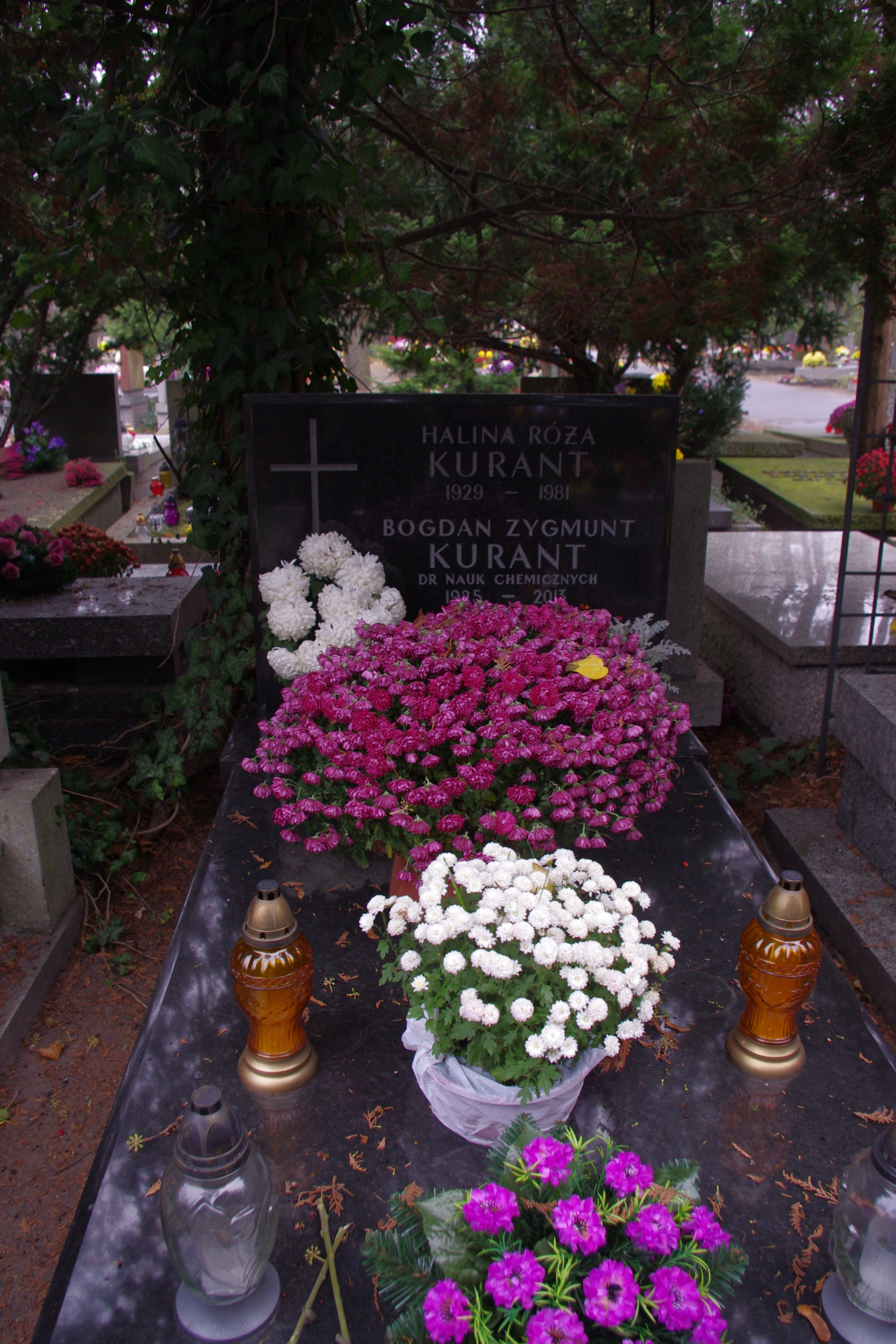
Grób chemika Bogdana Kuranta na Cmentarzu Wojskowym na Powązkach w Warszawie

Bogdan Kurant (ur. ok. 13 września 1926 w Łasku, zm. 28 maja 2013) – polski chemik, doktor nauk chemicznych, specjalista w zakresie chemii polimerów i polimerów włóknotwórczych, sekretarz generalny i członek honorowy  Stowarzyszenia Inżynierów i Techników Przemysłu Chemicznego (SITPChem) i  Federacji Stowarzyszeń Naukowo-Technicznych NOT (FSNT-NOT), działacz kulturalny, znawca sztuki, dyrektor Muzeum Kolekcji im. Jana Pawła II w Warszawie.

## Życiorys
Pochodził z rodziny urzędniczej. Jego ojciec był pracownikiem urzędu skarbowego. W czasie II wojny światowej był żołnierzem Szarych Szeregów, zajmując się głównie kolportażem prasy podziemnej. W 1945 r., wstąpił do WP, biorąc następnie udział w forsowaniu Odry i operacji berlińskiej. Po zakończeniu działań wojennych podjął studia na Wydziale Chemii Uniwersytetu Łódzkiego. W trakcie studiów rozpoczął pracę w charakterze asystenta w Łódzkich Zakładach Przemysłu Włókienniczego „Anilana”, kierując tam laboratorium analitycznym i oddziałem produkcyjnym.  Po ukończeniu studiów w 1951 r., rozpoczął pracę w Zjednoczeniu Przemysłu Włókien Chemicznych, a od 1962 r., pracował w Ministerstwie Przemysłu Chemicznego, gdzie piastował funkcję naczelnika wydziału w Departamencie Techniki.
Od 1951 r., członek i aktywny działacz Stowarzyszenia Inżynierów i Techników Przemysłu Chemicznego. W latach 1959–1963 piastował funkcję prezesa Oddziału SITPChem w Łodzi. W latach 1966–2002 sekretarz generalny SITPChem. Współinicjator powstania 19-tomowej monografii przemysłu chemicznego w Polsce.
W 1971 r., ukończył półroczne studium historii sztuki na Uniwersytecie w Perugii. W 1976 r., uzyskał doktorat na Politechnice Warszawskiej. W latach 1981–1982 sekretarz generalny Naczelnej Organizacji Technicznej. W wyborach parlamentarnych w 1993 bezskutecznie kandydował do Sejmu z listy Koalicji dla Rzeczyspospolitej w okręgu podwarszawskim, a w 1997 bez powodzenia ubiegał się o mandat posła na Sejm w okręgu warszawskim z listy Ruchu Odbudowy Polski. W wyborach samorządowych w 1998 bezskutecznie kandydował do Rady Warszawy z listy koalicji Ruch Patriotyczny Ojczyzna.
W latach 60-XX wieku, poznał chemika i kolekcjonera dzieł sztuki Zbigniewa Karola Porczyńskiego, z którym połączyła go wieloletnia przyjaźń. Był wieloletnim dyrektorem i kustoszem Muzeum Kolekcji im. Jana Pawła II w Warszawie. Wyróżniony Złotym Medalem Prymasowskim „Za zasługi dla Kościoła i Narodu Polskiego”.
W 1955 r. otrzymał Medal 10-lecia Polski Ludowej. W 2008 r. został przyjęty do Zakonu Rycerskiego Grobu Bożego w Jerozolimie.
Pochowany na cmentarzu Powązki Wojskowe w Warszawie (kwatera C37-4-4).